# Vampyrina
Vampyrina er en computeranimeret tv-serie for børn, som havde premiere på Disney Junior den 1. oktober 2017.

## Handling
Serien handler om pigen Vampirina "Vee" Hauntley, som er det nye barn i byen. Hun er sammen med sin familie flyttet fra Transsylvanien til Pennsylvania for at åbne en lokal bed and breakfast kaldet the Scare B&B for besøgende monstre (inkluderet vampyrer) og genfærd. Hauntley-familien skal lære at gøre tingene på "Pennsylvania måden," især når Vee er i skole.

## Danske stemmer
- Annevig Schelde Ebbe
- Bellis Bruun-Gazelle
- Camilla Bendix
- Christian Damsgaard
- Emil Egedal Kristensen
- Gry Trampedach
- Idun Mealor Olsen
- Iris Mealor Olsen
- Isabella Kjær-Westermann
- Jens Sætter-Lassen
- Jette Sievertsen
- Johannes Nymark
- Julie Lund
- Julie Steincke
- Kristian Boland
- Liva Elvira Magnussen
- Lucas Lomholt Eriksen
- Marie Dietz
- Mathias Klenske
- Michael Elo
- Michelle Bjørn-Andersen
- Morten Hemmingsen
- Nadin Reiness
- Peter Zhelder
- Rasmus Krogsgaard
- Rebecca Funch Guld
- Rikke Hvidbjerg
- Rose-Maria Kjær Westermann
- Rosita Nellie Holse Gjurup
- Samuel Glem Zeuthen
- Sandra Bothmann
- Sara Poulsen
- Sebastian Jessen
- Sidsel Agensø
- Sofie Topp-Duus
- Sophus Elmark-Nandfred
- Sune Hundborg
- Therese Glahn
- Thora Marie Lind Wilhardt
- Trine Glud